# Církevní umění

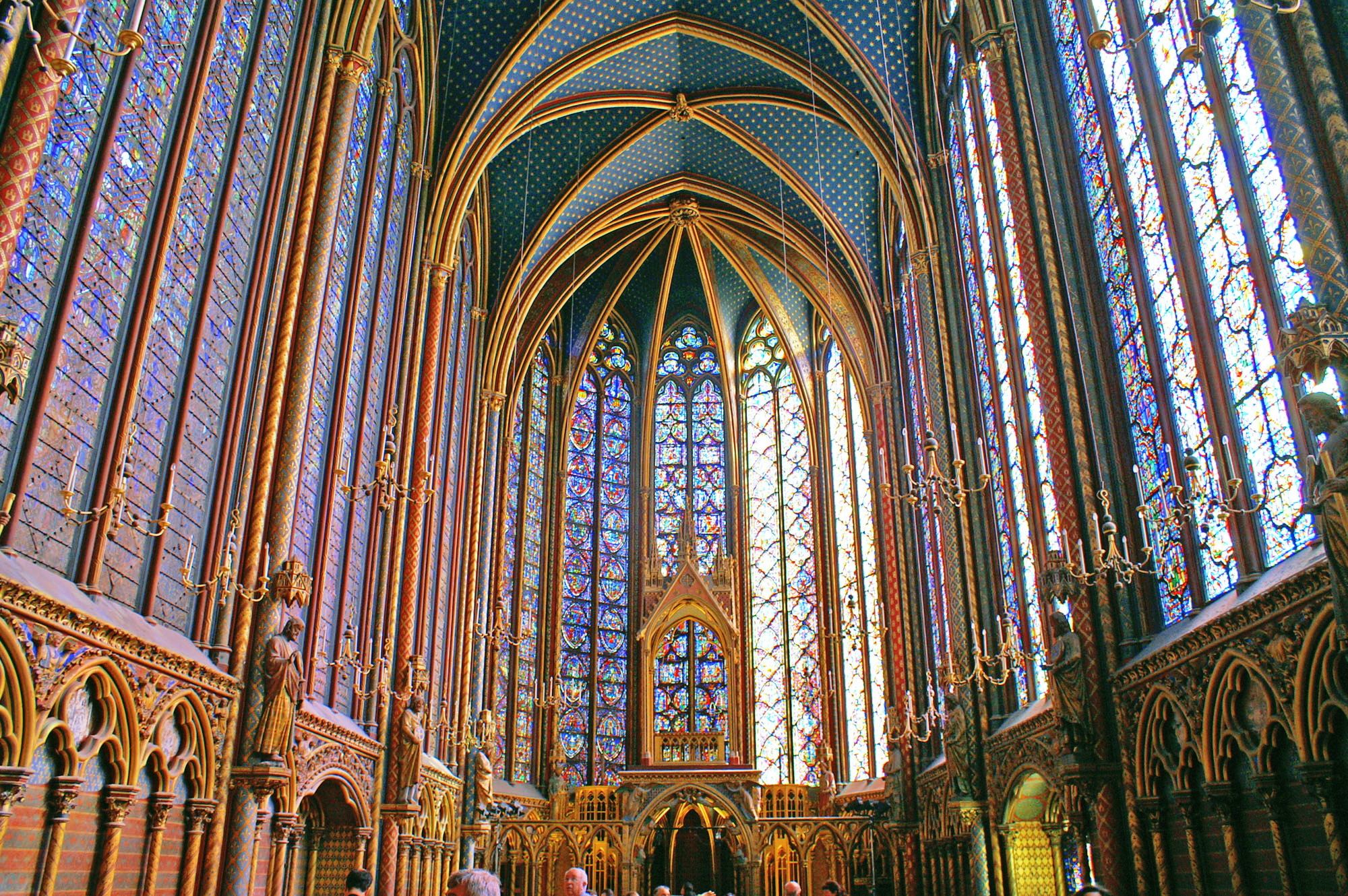
Sainte-Chapelle, horní kaple, Paříž

Církevní umění, též křesťanské umění, sakrální umění (z latinského Ars sacra) v obecném smyslu zahrnuje všechny oblasti umělecké tvorby s křesťanským obsahem: hudba, architektura, malířství, sochařství, zlatnictví, umělecké řemeslo.
Církevní umění prochází dlouhým vývojem od počátků křesťanství v 1. století až po současnost. V českém prostředí lze jeho počátky sledovat s příchodem křesťanství v 8.–9. století. V užším smyslu se pod pojmem rozumí umění sakrálních prostorů, kostelů a kaplí.
O výstavbu kostelů měli největší zásluhy čeští panovníci jako Spytihněv I. († 912), svatý Václav († 929), Boleslav II. († 999) a Václav I. († 1253), zakladatel mnoha klášterů. Počet chrámů v době předbělohorské dosáhl maxima ve 14. století za Karla IV., kdy např. samotná Praha měla při počtu 100 000 obyvatel 100 kostelů, a proto byla nazývána stověžatou, či "Římem severu".
Nejstaršími kostely v Čechách byly kostel sv. Klimenta na Levém Hradci a kostel sv. Klementa na Vyšehradě. Byly postaveny v 9. století za knížete Bořivoje a posvěceny samotným sv. Metodějem.. Od 10. století byly zakládány také kláštery, které se staly ohniskem šíření víry a kultury. Roku 973 bylo knížetem Boleslavem založeno biskupství v Praze, roku 1344 povýšené na arcibiskupství. Poté byla soustavně budována síť far, takže ve 14. století měly samotné Čechy 2180 farností s gotickými kostely. Nový velký rozvoj církevního umění nastal v době pobělohorské v 17. a 18. století, zejména v období baroka.